# 蒂芬塔尔
蒂芬塔尔是德国莱茵兰-普法尔茨州的一个市镇。总面积1.35平方公里，总人口129人，其中男性64人，女性65人（2011年12月31日），人口密度96人/平方公里。